# Asa branca
Asa branca è una canzone brasiliana, scritta dal duo Luís Gonzaga e Humberto Teixeira Cavalcanti, composta il 3 marzo 1947. Inizialmente cantata da Luiz Gonzaga e successivamente da vari artisti (Fagner, Caetano Veloso, ecc.). 
Il testo della canzone descrive la grande siccità che colpisce il nord-est del Brasile, tale da obbligare all'emigrazione anche la colomba l'asa branca ("ala bianca" in italiano) che dà il titolo alla canzone. La composizione descrive il dolore dell'emigrante costretto ad abbandonare la sua terra nel nordest del Brasile per raggiungere le grandi città del sud San Paolo, Rio de Janeiro, lasciando a casa gli affetti e l'amore nella speranza di un futuro migliore vivendo di nostalgia in attesa dell'agognato ritorno.
Il brano è stato reinterpretato da numerosi artisti brasiliani e internazionali. In Italia, Antonio Infantino ne fece una cover nell'album La tarantola va in Brasile.